# Norðurþing

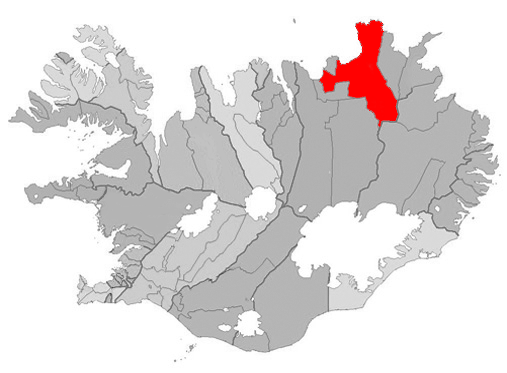

Norðurþing är en kommun i regionen Norðurland eystra på Island. Folkmängden är 3 041 pesroner (2022). Den största orten i kommunen är Húsavík. 

## Bilder

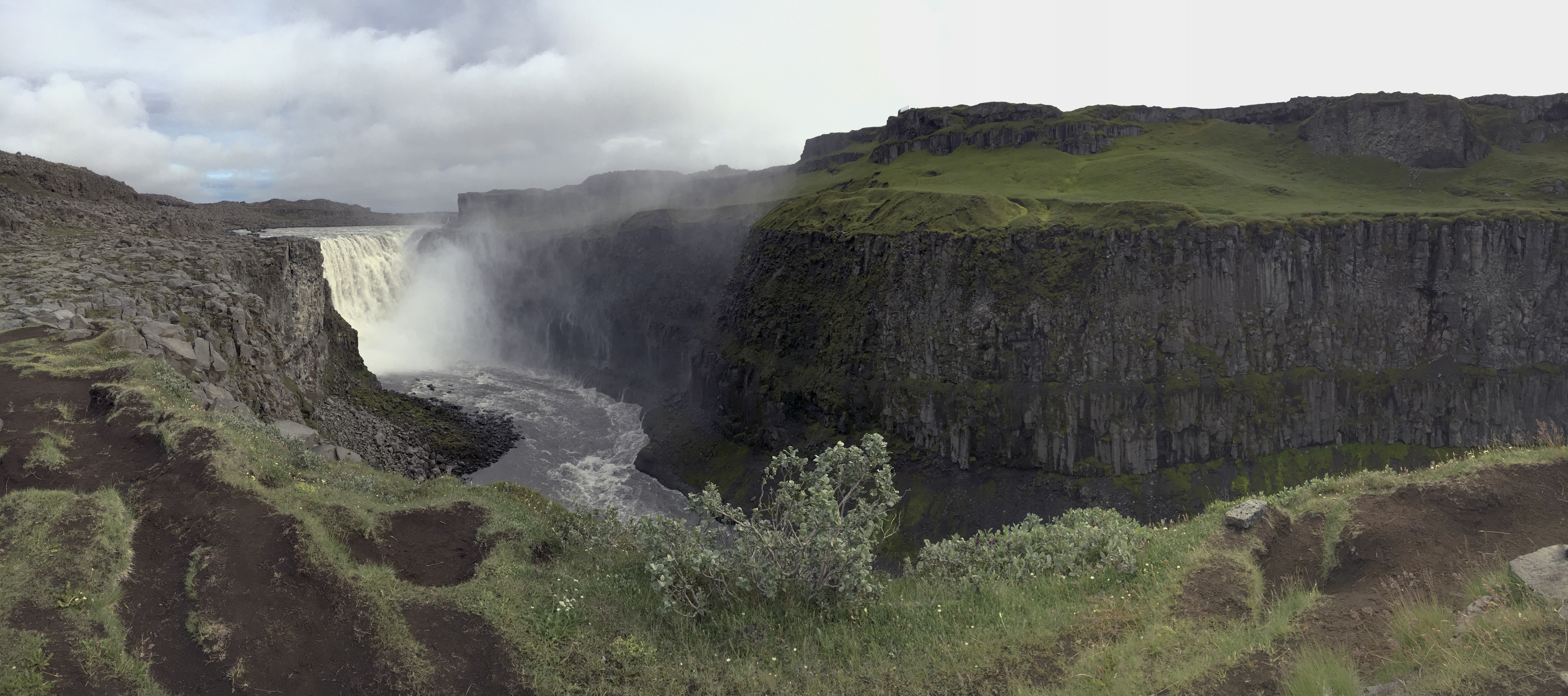
Dettifoss
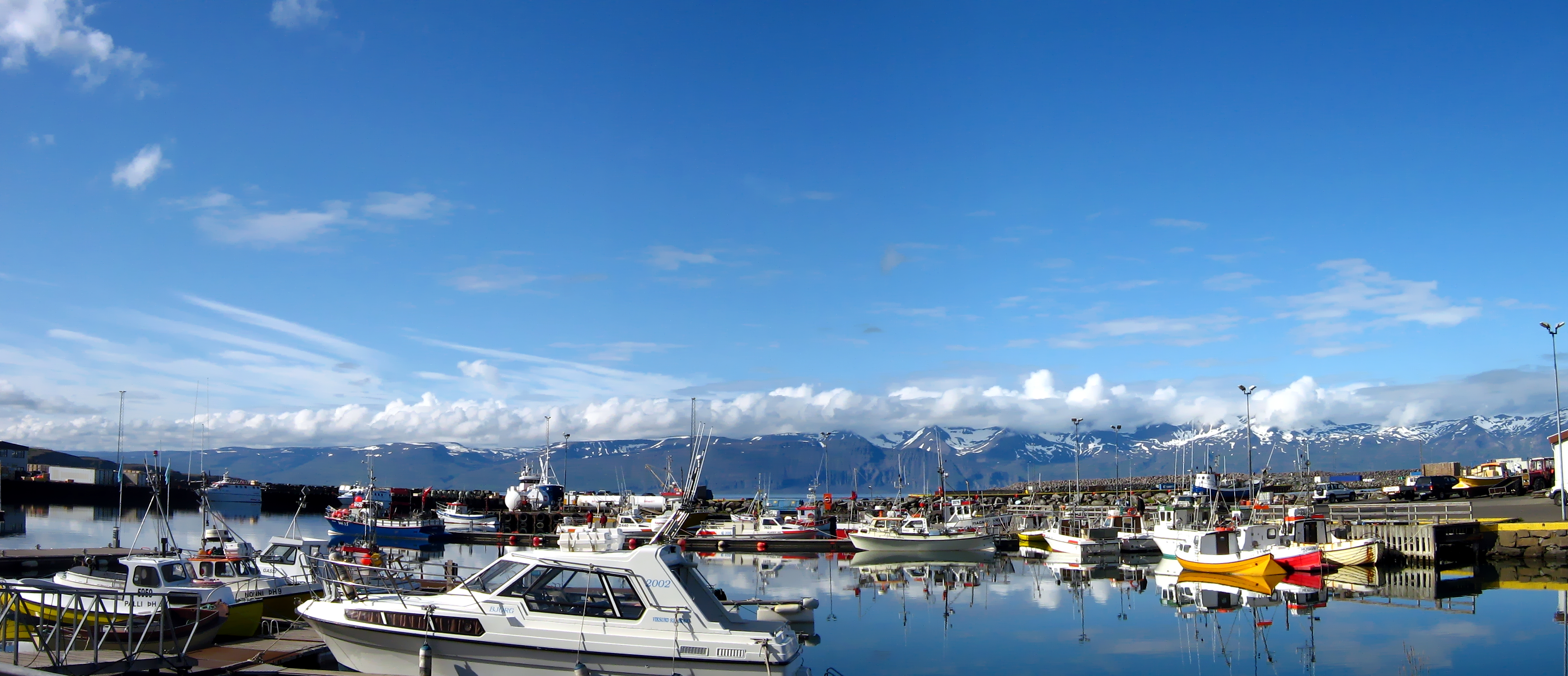
Húsavík
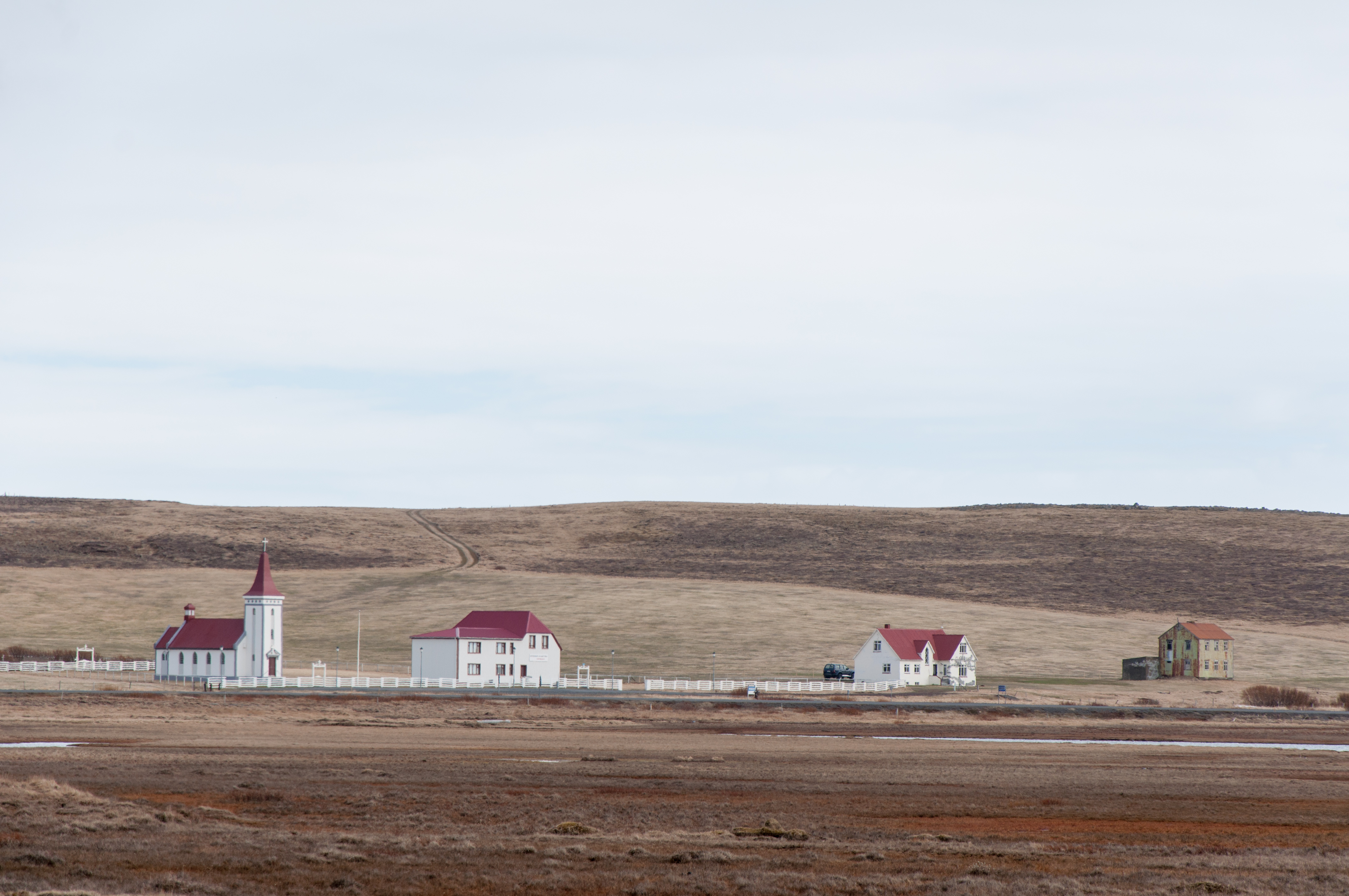
Kópasker